# Hippoporina teresae
Hippoporina teresae är en mossdjursart som beskrevs av Souto, Reverter-Gil och Fernández-Pulpeiro 20. Hippoporina teresae ingår i släktet Hippoporina och familjen Bitectiporidae. Inga underarter finns listade i Catalogue of Life.